# Pachycarpus acidostelma
Pachycarpus acidostelma är en oleanderväxtart som beskrevs av M.Glen och Nicholas. Pachycarpus acidostelma ingår i släktet Pachycarpus och familjen oleanderväxter. Inga underarter finns listade i Catalogue of Life.